# 링컨과 케네디의 공통점

에이브러햄 링컨

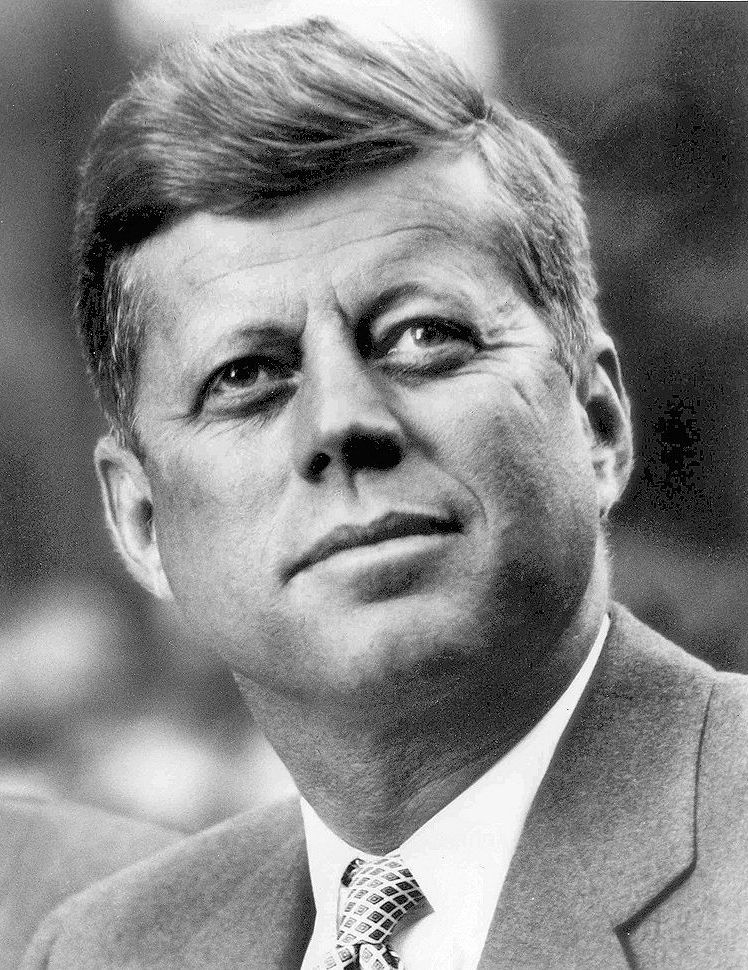
존 F. 케네디

링컨과 케네디 대통령의 공통점은 미국의 대통령 에이브러햄 링컨과 존 F. 케네디에 관련된 것 중 일치한 것을 모아놓은 것이다. 이 목록에 제시된것 외에 여러가지가 더 있다.

## 우연 목록
- 링컨(Lincoln)과 케네디(Kennedy)라는 이름은 모두 알파벳 7자이다.
- 두 대통령이 모두 머리에 총탄을 맞고 사망하였다는 점.
- 링컨 대통령은 포드 극장에서, 케네디 대통령은 포드에서 만든 링컨 자동차에서 사망하였다는 점.
- 링컨 대통령을 죽인 암살범 존 윌크스 부스는 극장에서 링컨 대통령을 암살하고 창고로 달아난 뒤에 잡혔고, 케네디 대통령을 죽인 암살범 리 하비 오스월드는 창고에서 케네디 대통령을 저격하고 극장으로 달아난 뒤에 잡혔다는 점.
- 두 대통령의 뒤를 이은 부통령들과 두 대통령의 암살범들이 모두 남부 출신이었다는 점.
- 두 대통령의 뒤를 이은 부통령들의 이름이 모두 존슨이었던 점.(링컨-앤드루 존슨, 케네디-린든 존슨)
- 두 대통령이 모두 흑인들을 위한 공헌을 많이 하였다는 점.
- 링컨 대통령은 1860년에 대통령으로 당선되었고, 케네디 대통령은 1960년에 당선되었다는 점. (테쿰세의 저주)
- 두 대통령이 모두 금요일에 총에 맞아 죽었다는 점
- 두 대통령이 모두 부인 앞에서 죽었다는 점.
- 두 대통령이 모두 뒷머리에 총을 맞아 암살범이 누군지를 스스로 확인하지 못했다는 점.
- 링컨 대통령의 뒤를 이은 앤드루 존슨 부통령은 1808년생이고, 케네디 대통령의 뒤를 이은 린든 존슨 부통령은 1908년생이라는 점.
- 링컨 대통령의 암살범 존 윌크스 부스는 1838년생이고 케네디 대통령의 암살범 리 하비 오스월드는 1939년생이라는 점.
- 두 대통령이 모두 대통령이 되기 전에 여자 형제 중의 한 명, 백악관에 있을 때 자식 중의 한 명이 사망하였다는 점.
- 로버트와 에드워드란 동명의 친족이 있었다는 점. (링컨의 아들인 로버트 링컨과 에드워드 링컨, 케네디의 동생인 로버트 케네디와 에드워드 케네디.)
- 링컨 대통령의 비서 이름은 존(케네디의 이름)이였고, 케네디 대통령의 비서 이름은 링컨이었으며 암살당하는 날 두 비서들은 모두 그 장소에 가지 말라는 부탁을 하였다는 점.
- 앤드루 존슨(Andrew Johnson)과 린든 존슨(Lyndon Johnson)의 철자가 알파벳 13글자로 일치하는 점.
- 암살범인 존 윌크스 부스(John Wilkes Booth)와 리 하비 오스월드(Lee Harvey Oswald)는 알파벳 15글자로 일치하는 점.
- 두 암살범은 재판 없이 사살되었던 점.(링컨 암살범-도주 도중 총격전에서 사살됨, 케네디 암살범-잭 루비라는 다른 저격범에게 암살됨)
- 링컨은 1846년 하원의원에 당선되었고, 케네디는 1946년 하원의원에 당선되었다는 점.
- 두 부통령이 모두 대통령이 사망한 뒤에 10년이 지나서 사망했다는 점.
- 두 부인이 모두 결혼한 뒤에 40년이 지나서 사망했다는 점.
- 링컨은 죽기 일 주일 전 Marylyn Monroe(마릴린 먼로)라는 곳에 있었고 케네디는 죽기 일 주일 전 영화배우 Marilyn Monroe(마릴린 먼로)와 함께 있었다는 점.

## 비판
그러나 이러한 것은 호사가들이 두 대통령의 공통점만 간추려 모아 놓은 것에 불과하다는 지적도 많다. 일각에서는 이 중에 억지가 많다고 비판하기도 한다. 다음은 그 비판의 일부이다.
1. 부인이 프랑스어를 구사했다고 하지만, 미국의 상류층들은 대개 프랑스어를 할 줄 안다.
2. 죽기 전에 부인과 같이 있었다고 하지만, 공식 석상에서 영부인/영부군이 같이 있는 것은 당연한 일이다.
3. 미국의 대통령 임기는 4년이므로, 100년 차이를 두고 '공통점'이라고 하는 것은 이상하다.
4. 암살범들이 머리를 노리는 것은 당연하다.
5. 링컨을 암살한 존 윌크스 부스는 1838년에 태어났다.
6. 이름의 철자 수가 같다고 하는데, 링컨과 케네디의 경우 사실 성씨만 철자 수가 같다. 암살범의 경우는 본명(full name)을 나타내고 있지만, 부통령은 가운데 이름만 빼고 있다. 사실 린든 존슨의 경우, Baines라는 가운데 이름이 있었기 때문에, 앤드루 존슨과 비교하면 철자 수가 다르다.

## 차이점
차이점도 많다.
1. 링컨은 영국계이고, 케네디는 아일랜드계이다.
2. 링컨의 암살범 존 윌크스 부스는 배우였지만, 케네디의 암살범 리 하비 오스월드는 간첩 의혹을 받는 사람이다.
3. 100년 차이를 두고 공통점이 있다고 하는데, 사실 아닌 것도 많다. 링컨은 1809년생이고, 케네디는 1917년생이다. 그리고 링컨은 1865년 암살, 케네디는 1963년 암살이다.
4. 링컨은 사망 날자가 4월 15일이고 케네디는 11월 22일이다.
5. 링컨은 공화당 소속이고, 케네디는 민주당 소속이다.

## 같이 보기
- 케네디 가의 저주
- 케네디 대통령 암살 사건에 대한 의혹